# غلامرضا اصانلو
غلامرضا اصانلو (زاده ۱۳۲۸ در ورامین) بازیگر سینما اهل ایران است.

## فیلم‌شناسی
- ۵۷۸ روز انتظار (۱۳۹۰)
- سربلند (۱۳۸۵)
- فریاد در شب (۱۳۸۲)
- دختری در قفس (۱۳۸۱)
- رنگ شب (۱۳۸۰)
- سحرگاه پیروزی (۱۳۷۸)
- شاخ گاو (۱۳۷۴)
- ماه عسل (۱۳۷۱)
- خانه خلوت (۱۳۷۰)
- بازی تمام شد (۱۳۶۸)
- گراند سینما (۱۳۶۷)
- کانی مانگا (۱۳۶۶)
- آیینه عبرت (۱۳۶۷–۱۳۷۰)
- شلیک نهایی (۱۳۷۳)